# Neoplecostomus ribeirensis
Neoplecostomus ribeirensis är en fiskart som beskrevs av Langeani, 1990. Neoplecostomus ribeirensis ingår i släktet Neoplecostomus och familjen Loricariidae. Inga underarter finns listade i Catalogue of Life.